# Salée au sucre
Une salée au sucre est un dessert typique du canton de Vaud. Le terme aujourd'hui contre-intuitif de « salée » (ou « salaye ») est attesté dès 1660 et désignait toute forme de gâteau,.
Si la littérature du XIXe siècle parle de « sorte de galette aux œufs » (1827) ou de « gâteau sur la pâte duquel on répand des œufs battus » (1852), il s'agit de nos jours d'une pâte levée sur laquelle est épandu un mélange de crème, beurre, farine et sucre.
La salée ormonanche est une variante à base de cassonade et cannelle que l'on trouverait essentiellement dans la vallée des Ormonts et le Pays-d'Enhaut. 